# Vágia (Béotie)
Vágia, en grec moderne : Βάγια, est un village et ancien dème du district régional de Béotie, en Grèce. Depuis 2010, il est fusionné au sein du dème des Thébains.
Selon le recensement de 2011, la population du dème et celle du village compte 3 248 habitants.